# بن ایمس ویلیامز
بن ایمس ویلیامز (انگلیسی: Ben Ames Williams؛ ‏ ۷ مارس ۱۸۸۹ – ۴ فوریهٔ ۱۹۵۳) نویسنده اهل ایالات متحده آمریکا بود.
از فیلم‌هایی که وی در آن‌ها نقش داشته‌است، می‌توان به به خدا واگذارش کن، دختر شهر کوچک و پدر و پسر اشاره نمود.